# 화이트 히트
《화이트 히트》(영어: White Heat)는 1949년 개봉한 미국의 누아르 영화이다. 라울 월시가 감독을 맡았으며, 버지니아 켈로그의 동명 소설이 영화의 원작이다. 2003년 미국 국립영화등기부에 등재되었다.

## 출연

### 주연
- 제임스 카그니
- 버지니아 메이요

### 조연
- 에드먼드 오브라이언
- 마가렛 위컬리
- 스티브 코크란
- 존 아처
- 월리 카셀
- 프레드 클락